# Alucita megaphimus
Alucita megaphimus là một loài bướm đêm thuộc họ Alucitidae. Loài này có ở Cameroon.